# Sommayya Maneypande
Sommayya Maneypande (28 mei 1959) is een hockeyer uit India. 
Maneypande won met de Indiase ploeg de gouden medaille tijdens de door afzeggingen gedevalueerde Olympische Spelen 1980 in Moskou.
Twee jaar later, tijdens de Aziatische Spelen 1982 in eigen land, verloor de Indiase ploeg de finale van aartsrivaal Pakistan.
Tijdens de Olympische Spelen 1984 werd India uitgeschakeld voor de medailles omdat zij bleven steken op een 0-0 gelijkspel tegen West-Duitsland. Uiteindelijk eindigde de Indiase ploeg als vijfde.
Tijdens de Olympische Spelen 1988 in Seoel was Maneypande aanvoerder van de Indiase ploeg die de zesde plaats haalde.

## Erelijst
- 1980 –  Olympische Spelen in Moskou
- 1982 –  Aziatische Spelen in New Delhi
- 1980 – 5e Olympische Spelen in Los Angeles
- 1986 –  Aziatische Spelen in Seoel
- 1988 – 6e Olympische Spelen in Seoel